# Penly
Penly era una comuna francesa, que estaba situada en el departamento de Sena Marítimo, de la región de Normandía, que el 1 de enero de 2016 pasó a ser una comuna delegada de la comuna nueva de Petit-Caux al fusionarse con las comunas de Assigny, Auquemesnil, Belleville-sur-Mer, Berneval-le-Grand, Biville-sur-Mer, Bracquemont, Brunville, Derchigny, Glicourt, Gouchaupre, Greny, Guilmécourt, Intraville, Saint-Martin-en-Campagne, Saint-Quentin-au-Bosc, Tocqueville-sur-Eu y Tourville-la-Chapelle.

## Demografía
| Gráfica de evolución demográfica de Penly entre 1800 y 2013 |
|                                                             |

Los datos demográficos contemplados en este gráfico de la comuna de Penly se han cogido de 1800 a 1999 de la página francesa EHESS/Cassini, y los demás datos de la página del INSEE.